# Roswell Rudd
Roswell Rudd (17. listopadu 1935 Sharon, Connecticut, USA – 21. prosince 2017) byl americký jazzový pozounista. Studoval na Yaleově univerzita a zde začal vystupovat se souborem Eli's Chosen Six. Roku 1964 byl jedním ze zakládajících členů skupiny New York Art Quartet a od roku 1965 vydával vlastní alba. během své kariéry spolupracoval s řadou dalších hudebníků, mezi které patří Carla Bley, Charlie Haden, Elton Dean nebo Keith Tippett. Rovněž se věnoval pedagogické činnosti na různých vysokých školách.